# خليل حلمي
خليل حلمي (1909 – تموز\يوليو 2004)، لاعب رماية لبناني. شارك في الألعاب الأولمبية الصيفية لعام 1948 ودورة الألعاب الأولمبية الصيفية لعام 1952. 

## روابط خارجية
- خليل حلمي على موقع أوليمبيديا (الإنجليزية)